# Arnaud Marchois
Pour les articles homonymes, voir Marchois.
Pas d'image ? Cliquez ici

a Compétitions nationales et continentales officielles uniquement.

Dernière mise à jour le 21 avril 2014.
Arnaud Marchois, né le 18 juin 1983 à Châtenay-Malabry (Hauts-de-Seine), est un joueur de rugby à XV français qui a notamment évolué au poste de deuxième ligne au sein des effectifs du Stade français et du Lyon OU.

## Carrière

### En club
- jusqu'en 2001 :  RC Massy (Fédérale 1), club formateur
- 2001-2011 :  Stade français Paris
- 2011-2013 :  Lyon OU

## Palmarès

### En club
Avec le Stade français Paris
- Championnat de France de rugby à XV :
  - Champion (3) : 2003, 2004 et 2007

Avec Massy
- Championnat de France juniors Crabos : 
  - Vainqueur (1) : 2001

### En équipe nationale
- Équipe de France A : 1 sélection en 2006 (Irlande A)
- Équipe de France Universitaire : 1 sélection en 2005 (Angleterre U)
- Équipe de France -21 ans :
  - 2004 : 3 sélections comme capitaine (Pays de Galles, Écosse, Angleterre)
  - 2003 : participation au championnat du monde en Angleterre
- Équipe de France -19 ans